# حامد حمدان (لاعب كرة قدم فلسطيني)
حامد حمدان (3 أكتوبر 2000-) هو لاعب كرة قدم فلسطيني محترف يلعب كلاعب خط وسط مركزي في نادي بتروجت الرياضي الذي ينافس في الدوري المصري الممتاز ، وللمنتخب الفلسطيني.

## مسيرته المهنية
في يناير 2018، انتقل إلى نادي الأسيوطي الرياضي، والذي تم تغيير اسمه لاحقًا إلى نادي بيراميدزفي يناير 2019، انضم إلى نادي الإنتاج الحربي على سبيل الإعارةفي 9 أغسطس 2023، انضم إلى نادي بتروجت من دوري الدرجة الثانية المصري (أ) بعقد لمدة ثلاث سنواتفي 16 أبريل 2024، سجل حمدان هدفًا في فوز بتروجت 3-0 على نادي راية، مما أدى إلى صعود الفريق إلى الدوري المصري الممتاز بعد غياب دام خمس سنوات.
مثّل حمدان منتخب فلسطين تحت 23 عامًا في تصفيات كأس آسيا تحت 23 عامًا 2022. كما تم اختياره لبطولة اتحاد غرب آسيا لكرة القدم لنفس الفئة العمرية، والتي أقيمت في المملكة العربية السعودية.

## الحياة الشخصية
في مقابلة مع صحيفة العربي الجديد في نوفمبر 2024، كشف حمدان أن عائلته بقيت في قطاع غزة، وأنه كان يتحدث معهم بانتظام قبل كل مباراة قبل الحرب، وقد أدى الصراع إلى فقدان العديد من الأقارب وتدمير منازلهم.

## الأوسمة
بتروجيت
- الدوري المصري الدرجة الثانية أ : 2023–24